# HIGHWAY STAR (音楽プロダクション)
株式会社HIGHWAY STAR（ハイウェイスター、英: HIGHWAY STAR, Inc.）は、日本の音楽プロダクション。株式会社Earkthの完全子会社。

## 歴史
2006年2月10日、LAZYのボーカル担当でアニメソング歌手の影山ヒロノブが代表取締役社長として音楽事務所の「株式会社SOLID VOX」を設立。
2009年4月17日、PAエンジニアリング会社の「株式会社アンバートーン」が設立。
2011年8月1日、ランティスの音楽制作部が独立して「株式会社アイウィル」（英: I WILL Co.,Ltd.）が設立。同社は2013年10月にインディーズレーベル「I WILL MUSIC」を設立。
2015年4月1日、アンバートーンがSOLID VOXと合併して「株式会社ハイウェイスター」へ商号を変更。SOLID VOXは同社のSOLID VOX事業部となる。同年8月、バンダイナムコホールディングスの連結子会社となる。
2016年7月1日付でハイウェイスターがアイウィルを吸収合併。アイウィルのプロダクション・音楽出版部門は同社のI WILL事業部となり、音楽制作部門はランティスへ継承された。また、2017年9月1日にはSOLID VOX事業部とI WILL事業部が統合した上で、アーティストマネジメント部門は「ハイウェイスター・プロダクション事業部」と改称、PAエンジニア部門も「音響事業部」となった。
2021年4月1日付でバンダイナムコグループから独立、新体制で再始動する。
2021年10月13日、LOGIC＆MAGICと共同でバーチャルアーティストに特化した音楽レーベル「Acro」を設立。
2023年9月1日付の組織再編により社名を「株式会社Earkth（アークス）」に変更し、新設分割によってプロダクション関連事業を「株式会社HIGHWAY STAR」、⾳響関連事業を「株式会社HIGHWAY STAR Audio」へ継承。同時にプロデュース関連事業を行う「株式会社GLEAN（グリーン）」を設立。

## 所属アーティスト
☆はI WILL時代に自社レーベル「I WILL MUSIC」で活動。

### 現所属アーティスト

#### HIGHWAY STAR
- 飯塚昌明
- 石田燿子
- 遠藤正明
- 尾澤拓実
- 影山ヒロノブ
- 梶浦由記（業務提携、FictionJunction Music所属）
- 喜多修平
- きただにひろし
- GRANRODEO
- ケンシロー
- JAM Project
- shuri [8]
- SUIREN
- 玉置成実
- ChouCho
- 寺田志保
- 橋本みゆき
- 春奈るな（2023年8月1日より業務提携）
- Mizuki
- 門田匡陽（業務提携、Poet-type.M ☆としても活動）
- 米倉千尋
- YORKE.
- rito [8][9]
- LINO LEIA（2024年4月1日より業務提携）
- 和田光司（2016年4月、上咽頭がんにより逝去。以降も所属アーティストとして公式HPに記載）

#### Acro
- Smarprise（トレンダーズグループ）より移籍:
  - 奏みみ
- Brave groupより移籍:
  - クレア先生
  - 桜樹みりあ

### 過去の所属アーティスト
HIGHWAY STAR
- nano.RIPE
- ZAQ
- Fo'xTails（解散）
- 山本陽介
- ラックライフ ☆
- 佐久間貴生
- TRUE
- 佐咲紗花
- 美郷あき

旧I WILL
- BLOOD STAIN CHILD
- marble（サポートアーティスト）

旧SOLID VOX
- 栗林みな実

Acro
- 富士葵（2023年11月7日の生放送内でAcroからの独立を発表。）

## 関連会社
- 株式会社Earkth（親会社）
  - 株式会社HIGHWAY STAR（100%）
  - 株式会社HIGHWAY STAR Audio（100%）
  - 株式会社GLEAN（100%）
  - 株式会社Acro-music（50%）